# Règle de saint Césaire

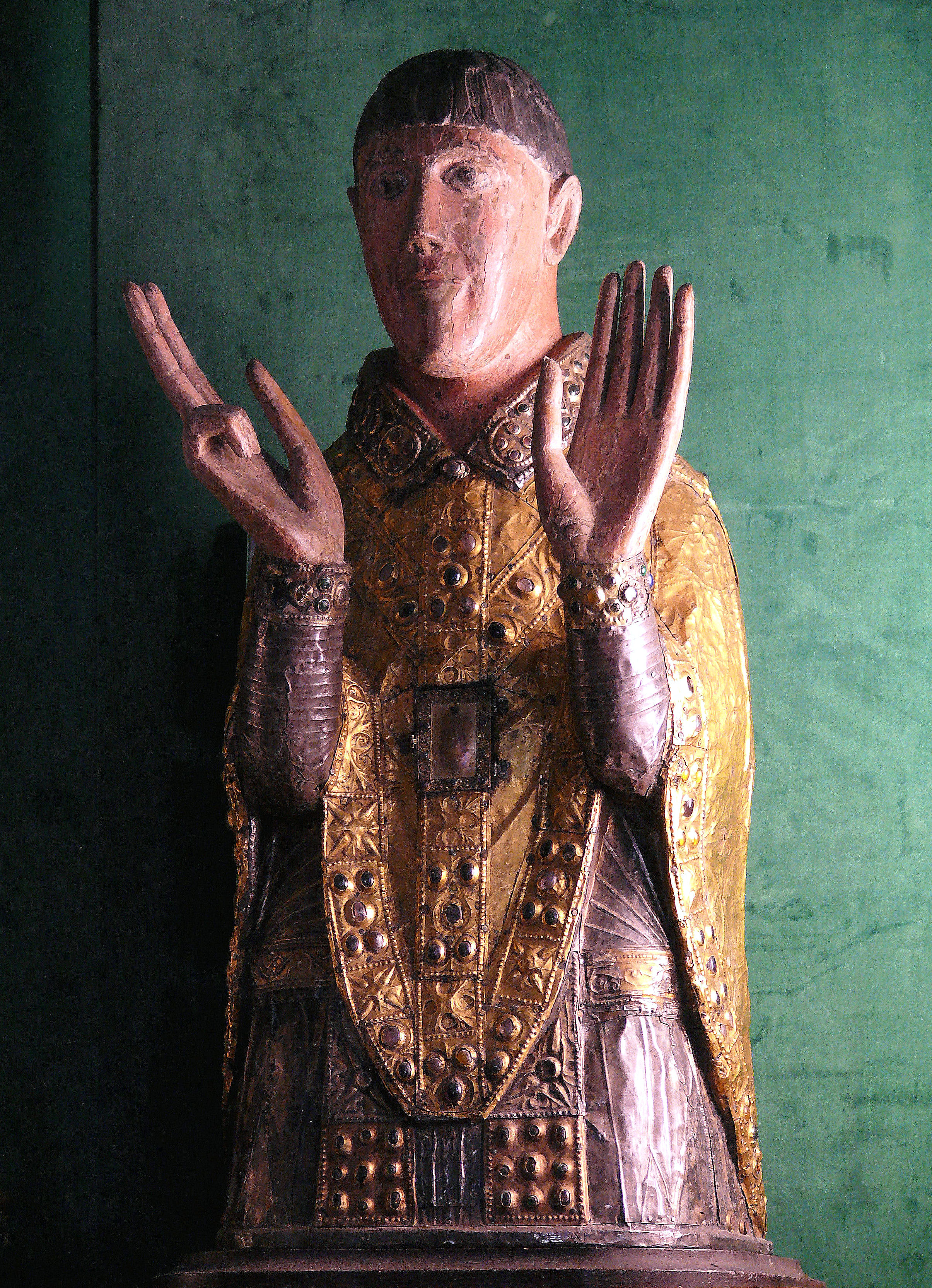
Buste-reliquaire de saint Césaire.

La règle de saint Césaire est une double règle monastique composée par saint Césaire, archevêque d’Arles, au début du VIe siècle. La première fut écrite pour les moniales (regula ad virgines). et la seconde pour les moines (regula ad monachos). Ces œuvres monastiques de saint Césaire sont sans doute un peu antérieures à la règle de saint Benoît.

## Césaire d’Arles
Né en 470, Césaire vécut quelque temps au monastère de Lérins avant de le quitter pour raison de santé. Il se fixa alors à Arles où il devint abbé du  monastère fondé par l’évêque Éon, puis il devint lui-même archevêque d’Arles en 502. Durant les 40 ans de son épiscopat, il y fut un remarquable prédicateur et un réformateur déterminé de la discipline ecclésiastique.

## Les règles de saint Césaire
Césaire d’Arles composa deux règles :

### La règle pour les moniales
Écrite pour les moniales de son diocèse, cette règle (regula ad virgines) est plus originale, plus développée et d'ailleurs antérieure à la seconde. C’est sans doute l’œuvre préférée de Césaire. 
Son originalité tient au fait que c'est la première règle écrite spécifiquement pour une communauté monastique féminine. Césaire y prend pour axe principal ce qui est traditionnellement au centre de l'idéal religieux féminin: la chasteté.
Le cénobitisme féminin est déjà bi-séculaire mais, avant Césaire, les moniales ne reçurent jamais que des règles 'pour moines' superficiellement adaptées à la condition féminine. Il n'est donc pas étonnant que durant plusieurs siècles, elle soit aussi influente dans les monastères féminins que la règle de saint Benoît. 
Cette règle fit la réputation de Césaire d'Arles en tant que législateur monastique. Des éléments proviennent de Lérins et de la lettre de saint Augustin aux religieuses d’Hippone.

### La règle pour les moines
La règle pour les moines (regula ad monachos) est plus courte et moins originale : 26 articles. Avec les règles de saint Colomban (de Luxeuil) et de saint Benoît, elle aura de l’influence sur les nombreuses règles monastiques qui virent le jour durant les VIe et VIIe siècles.

## Aspects de la règle pour les moniales
- Qui entre au monastère doit se dépouiller de tous ses biens, soit en les donnant aux pauvres, soit en les offrant à la communauté : « sans cette précaution, les religieuses ne peuvent arriver à la perfection. » L'abandon des biens matériels est radical.
- Tout sera commun entre les sœurs, même les vêtements qui seront confectionnés dans le monastère et seront très simples (référence à la mise en commun des biens de l’église primitive de Jérusalem).
- Modestie du regard, correction mutuelle, indifférence dans les emplois, obéissance sans murmure, concorde dans la communauté, attention aux péchés de la langue, soumission à la supérieure sont autant d’éléments tirés de saint Augustin. Des conseils de prudence et de sagesse sont donnés à la supérieure également.
- Les cellules séparées sont interdites. Les religieuses sont toujours et partout en communauté.
- La clôture est rigoureuse. En entrant au monastère, la religieuse s’engage à ne jamais sortir au dehors.
- Les visites de parents sont autorisées, mais dans un local séparé du monastère (le Salutatorium). La religieuse y est accompagnée d’une sœur plus âgée.
- Les jeûnes sont stricts. L’abbesse peut les adoucir si la santé l’exige.
- Les religieuses prient et méditent la parole de Dieu tout en vaquant à leurs occupations. Lecture durant les repas et une heure ou deux de lecture chaque matin. De plus, toutes les sœurs doivent apprendre à lire.
- Comme pour les moines, l’office de nuit (l'Opus Dei) est obligatoire.

## Textes
- La Regula ad virgines se trouve dans Jacques Paul Migne, Patrologia Latina, LXVII, 1107-1120.    Texte latin et français, avec commentaire et introduction de Adalbert de Vogüé, dans Sources chrétiennes, N°345, Paris, 1988.
- La Regula ad monachos se trouve dans Jacques Paul Migne, Patrologia Latina, LXVII, 1099-1104.    Texte latin et français, avec introduction et commentaires par Joël Courreau et Adalbert de Vogüé, dans Sources chrétiennes, N°398, Paris, 1994.